# Macahuite
Macahuite är en ort i Mexiko.   Den ligger i kommunen Santiago Ixtayutla och delstaten Oaxaca, i den sydöstra delen av landet, 400 km söder om huvudstaden Mexico City. Macahuite ligger 879 meter över havet och antalet invånare är 118.
Terrängen runt Macahuite är kuperad åt nordväst, men åt sydost är den bergig. Runt Macahuite är det glesbefolkat, med 17 invånare per kvadratkilometer. Närmaste större samhälle är El Mosco, 1,0 km väster om Macahuite. I omgivningarna runt Macahuite växer huvudsakligen savannskog.